# Bloomfield (Nowy Jork)
Bloomfield – wieś w Stanach Zjednoczonych, w stanie Nowy Jork, w hrabstwie Ontario.